# دقيقة قطبية أحادية الخلية هاضمة للنفثالين
دقيقة قطبية أحادية الخلية هاضمة للنفثالين (الاسم العلمي: Polaromonas naphthalenivorans) هي نوع من البكتيريا، سلبية الغرام، تتبع جنس الدقائق قطبية أحادية الخلية.